# Андрей (тендер)
«Андрей» — тендер Черноморского флота Российской империи, находившийся в составе флота с 1817 по 1828 год. Во время службы использовался в качестве брандвахтенного судна, а по её окончании был разобран.

## Описание судна
Парусный одномачтовый тендер с деревянным корпусом. Длина судна составляла 10,1 метра, ширина — 4,2 метра, а осадка — 2 метра. Вооружение тендера состояло из 8 орудий.

## История службы
Тендер «Андрей» был заложен на стапеле Николаевского адмиралтейства 27 апреля (9 мая) 1817 года и после спуска на воду 9 (21) октября 1817 года вошел в состав Черноморского флота России. Строительство вёл кораблестроитель А. И. Мелихов.
В кампании 1825 и 1826 годов нёс брандвахтенную службу в Херсоне.
По окончании службы в 1828 году тендер «Андрей» был разобран.

## Командиры судна
Командирами тендера «Андрей» в составе Российского императорского флота в разное время служили:
- И. Г. Быстрицкой (1825—1826 годы)[2].